# 齊布利基
48°7′46″N 31°36′54″E / 48.12944°N 31.61500°E
齊布利基（烏克蘭語：Цибульки），是烏克蘭南部的村莊，隸屬尼古拉耶夫州的沃茲涅先斯克區。該村面積0.5平方公里，海拔高度221米，2001年人口3，人口密度每平方公里5.98人。